# Інститут народної медицини (Бутан)
Інститут народної медицини знаходиться в Тхімпху, столиці Бутану, на вершині пагорба біля Бутанського музею текстилю та Національної бібліотеки. Інститут надає медичні послуги, навчає лікарів та проводить дослідження лікарських рослин для розробки нових лікарських засобів. В інституті є бібліотека, яку почали збирати в 1616 році з моменту введення в Бутані тибетського буддизму. Книги і рецепти були взяті в монастирях, де вчені зберегли медичні знання.

## Історія
У 1967 році король доручив департаменту охорони здоров'я створити систему народної медицини на благо народу Бутану та для збереження традиційної бутанської культури. 28 червня 1968 року в Деченчолінгу, Тхімпху була відкрита «місцева амбулаторія», в якій працювали лікарі, котрі навчалися в Тибеті. У 1979 році вона була переведена на нинішнє місце в Тхімпху і перейменована в Національну місцеву лікарню, а в 1988 році в Національний інститут народної медицини. Паралельно по всій країні відкривалися менші за розмірами медичні центри, і до 2001 року вони стали доступні у всіх районах Бутану. Ці центри були інтегровані в національну систему охорони здоров'я і прикріплені до районних лікарень. Одним із засновників інституту був Друнгчо Пема Дорджі.

## Охорона здоров'я
В інституті лікують за допомогою ліків, виготовлених за народними рецептами з мінералів, тварин, дорогоцінних металів і каменів, а також рослин. Як правило, під час курсу лікування пацієнт повинен утримуватися від вживання м'яса та алкоголю. Щорічно понад 40 тисяч пацієнтів лікуються в інституті, що знаходиться в Тхімпху. А по всій країні в центрах народної медицини лікуються понад 100 тисяч осіб на рік.

## Навчання і дослідницька робота
Інститут готує лікарів у галузі народної медицини. Для здобуття ступеня бакалавра лікарі вчаться 5 років, а фармацевти 3 роки. До 2004 року інститут підготував 38 дипломованих випускників, більшість з яких працюють в інституті.
Фармацевтичний та науково-дослідний відділи виготовляють 103 інгредієнта, необхідних для виготовлення ліків, і займаються вирощуванням лікарських рослин.